# Pirimidin
| Pirimidin |                                     |
| |                                     |
| \| \| \| |                                     |
| IUPAC-név | pirimidin                           |
| Kémiai azonosítók                                                                                               |                                     |
| CAS-szám | 289-95-2                            |
| PubChem | 9260                                |
| ChemSpider | 8903                                |
| EINECS-szám | 206-026-0                           |
| KEGG | C00396                              |
| MeSH | pyrimidine                          |
| ChEBI | 16898                               |
| SMILES | n1cnccc1                            |
| InChIKey | CZPWVGJYEJSRLH-UHFFFAOYSA-N         |
| Beilstein | 103894                              |
| Gmelin | 49324                               |
| UNII | K8CXK5Q32L                          |
| ChEMBL | CHEMBL15562                         |
| Kémiai és fizikai tulajdonságok                                                                                 |                                     |
| Kémiai képlet                                                                                                   | C4H4N2                              |
| Moláris tömeg                                                                                                   | 80,088 g/mol                        |
| Megjelenés | Színtelen, szilárd                  |
| Sűrűség | 1,02 g/cm³                          |
| Olvadáspont | 20–22 °C                            |
| Forráspont | 123–124 °C                          |
| Oldhatóság (vízben)                                                                                             | Jól oldódik                         |
| Veszélyek |                                     |
| EU osztályozás                                                                                                  | nincsenek veszélyességi szimbólumok |
| R mondatok | R10                                 |
| S mondatok | S16                                 |
| Ha másként nem jelöljük, az adatok az anyag standardállapotára (100 kPa) és 25 °C-os hőmérsékletre vonatkoznak. |                                     |
| |                                     |

A pirimidin egy nitrogéntartalmú heterociklusos vegyület. Színtelen, kristályos, vízben jól oldódik. Számos természetes szerves vegyület alapváza. Gyenge bázis, lényegesen gyengébb, mint például a piridin. Aromás vegyület, aromás jellegével magyarázható nagy stabilitása. Oxidálószerekkel szemben ellenálló. A gyűrűje két nitrogénatomot tartalmaz, ezek erősen elektronszívó hatásúak, emiatt a pirimidin nem hajlamos az aromás vegyületekre jellemző elektrofil szubsztitúciókra. A pirimidin gyűrűjében a két nitrogénatom 1,3-helyzetben található.

## Pirimidinszármazékok
A pirimidinnek számos jelentős származéka létezik. Fontos természetes pirimidinszármazékok az uracil, a timin és a citozin, ezek a nukleinsavak építőkövei. Pirimidingyűrűt tartalmaz a vitaminok közül a B1-vitamin, a tiamin is.

### A barbitursav

A barbitursav, laktám alakban

A barbitursav nemcsak pirimidinszármazéknak, hanem a karbamid acilezett származékának, ureidnek is tekinthető. Gyengén savas, szilárd vegyület. Az oxo-enol tautomériához hasonló laktám-laktim tautomériát mutat. A savas jelleg laktim alakban a hidroxilcsoportokkal magyarázható. Laktám alakban a két karbonilcsoportja közt található metiléncsoport (-CH2)  válik a karbonilcsoportok elektronvonzása miatt savas jellegűvé.
Származékai, a barbitálok (például a fenil-etil-barbitál vagy fenil-etil barbitursav) fontos altató- és nyugtatószerek. A 20. század elején veronál néven forgalmazták.

### Pirimidinbázisok
| A pirimidinbázisok | A pirimidinbázisok | A pirimidinbázisok |
| ------------------ | ------------------ | ------------------ |
| Citozin            | Timin              | Uracil             |
| Citozin            | Timin              | Uracil             |

A pirimidinbázisok a nukleinsavak építőkövei, a nukleinsavak hidrolízisekor keletkeznek. A pirimidinbázisok az uracil, a citozin és a timin. Az RNS-ben a citozin és az uracil fordul elő, az uracilt a DNS-ben a metilszármazéka, a timin helyettesíti. A pirimidinbázisok is laktám-laktim tautomériát mutatnak. A DNS-ben a pirimidinbázisok purinbázisokkal alkotnak párt, a citozin a guaninnal, a timin az adeninnel.

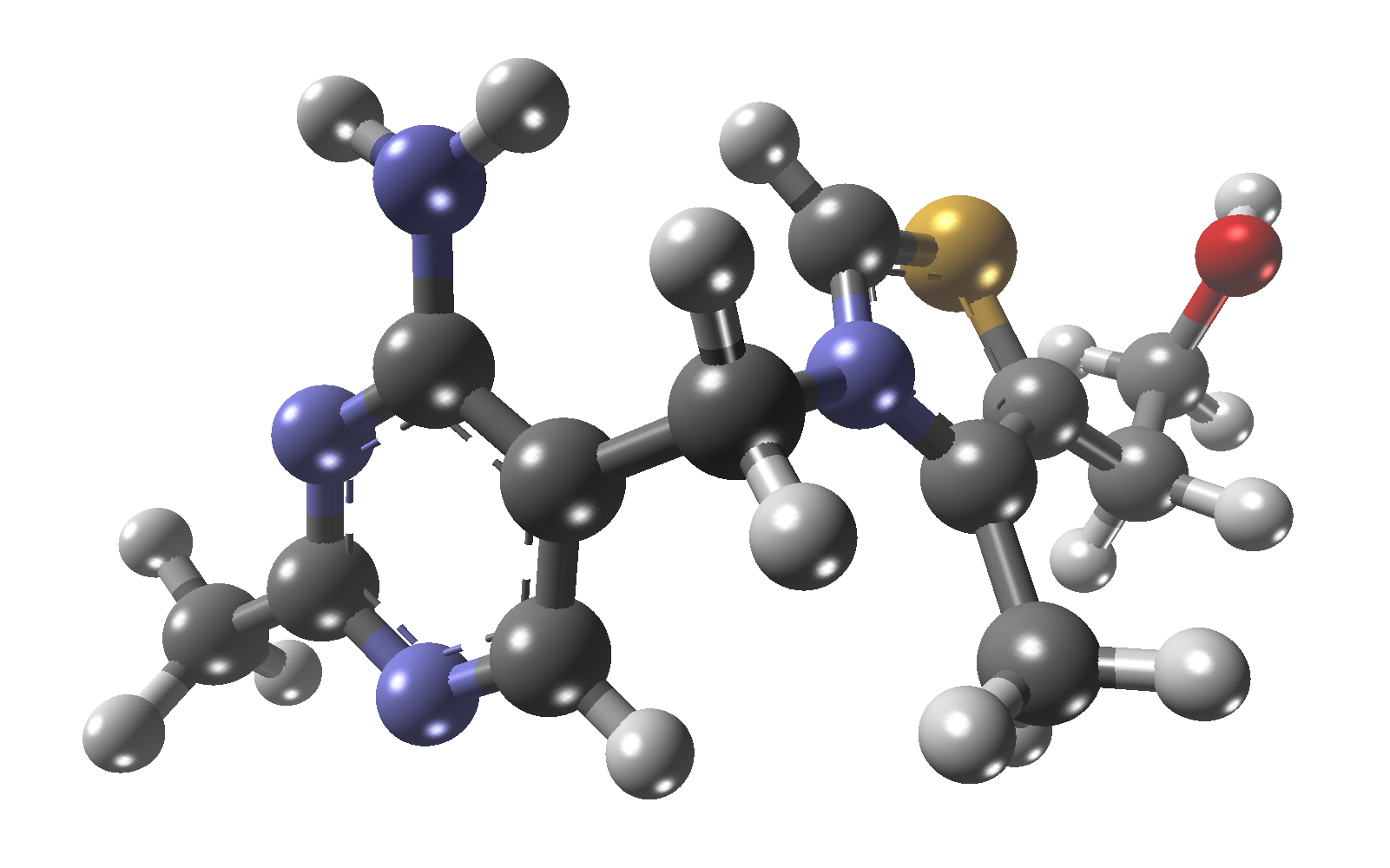
A tiamin szerkezete

### Tiamin
A tiamin vagy aneurin a B-vitaminok közé tartozó vitamin (B1-vitamin). A vitaminok közül ezt fedezték fel elsőként. Majdnem minden növényi és állati szervezetben előfordul. A pirimidingyűrű mellett tiazolgyűrűt is tartalmaz, a tiazolgyűrű metiléncsoporton keresztül kapcsolódik a pirimidingyűrűhöz. A tiazolgyűrűn a kapcsolódási hely a nitrogénatom, a tiamin mindig pozitív töltésű (kvaterner tiazoliumsó). A tiamin hidroxilcsoportján pirofoszforsavval észteresített származéka a tiamin-pirofoszfát, ami egyes dekarboxiláz-enzimek koenzimje.